# San José Atoyatenco
San José Atoyatenco är en ort i Mexiko.   Den ligger i kommunen Natívitas och delstaten Tlaxcala, i den sydöstra delen av landet, 80 km öster om huvudstaden Mexico City. San José Atoyatenco ligger 2 217 meter över havet och antalet invånare är 1 672.
Terrängen runt San José Atoyatenco är en högslätt. Runt San José Atoyatenco är det tätbefolkat, med 591 invånare per kvadratkilometer. Närmaste större samhälle är Tlaxcala de Xicohtencatl, 18,0 km öster om San José Atoyatenco. Omgivningarna runt San José Atoyatenco är en mosaik av jordbruksmark och naturlig växtlighet.